# Бориспиљ
Бориспиљ (укр. Бориспіль) град је Украјини у Кијевској области. Према процени из 2024. у граду је живело 60.102 становника.

## Становништво
Према процени, у граду је 1. јануара 2018. живело 61.807 становника.
| 1979.  | 1989.  | 2001.  | 2012.  |
| ------ | ------ | ------ | ------ |
| 39.983 | 50.508 | 53.975 | 60.160 |